# 나이 차이와 성적 관계

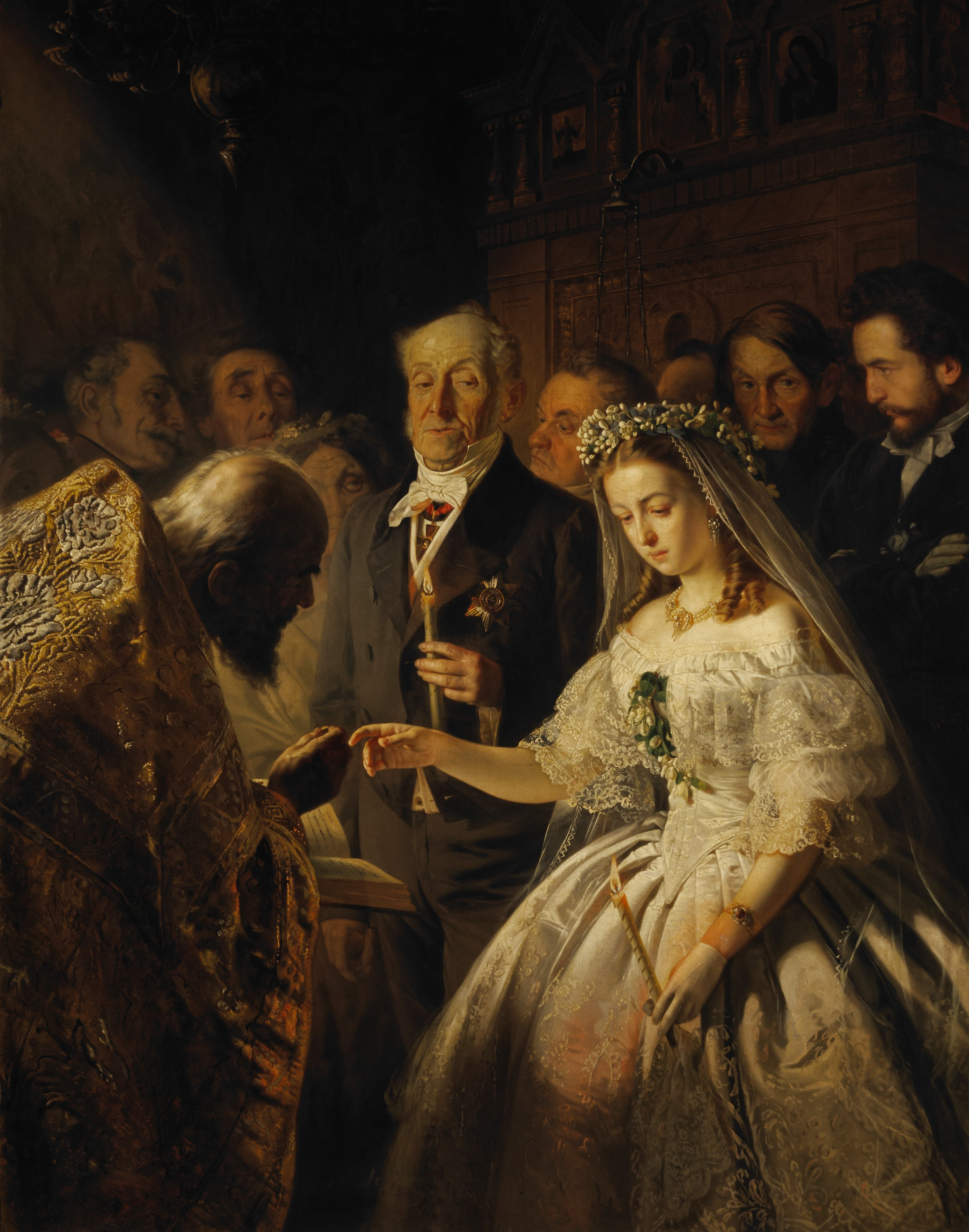
바실리 푸키레프가 졸부 노인과 소녀의 결혼을 묘사하여 그린 《부당한 결혼》. 1862년 작품.

나이 차이와 성적 관계는 육체적인 성행위 뿐 아니라 결혼, 연애등도 포함한다. 이러한 관계를 사회적으로 용인할 수 있는지에 대한 여부와 어느 정도 차이가 나야 상당한 나이 차이로 여겨지는가에 대한 문제는 시대에 따라 달라져왔다. 또한 문화와 법, 윤리 면에 있어서도 다양한 관점이 존재한다. 법적으로는 양쪽 다 성교 동의 연령보다 나이가 많으면 합법이지만, 노인과 젊은 사람간의 관계를 터부시하는 경향이 있다. 그리고 나이가 비슷하더라도 여자쪽이 나이가 많은 결혼이나 연애를 금기시하는 경향이 있었지만 완화되어가는 추세이다.

## 같이 보기
- 성교 동의 연령
- 청소년 성매매
- 트로피 와이프
- 크로노필리아
- 혼인적령